# Пхукет (остров)
Пхукет е остров в източната част част на Андаманско море, край западните брегове на полуостров Малака, южно продължение на планината Пхукет, територия на Тайланд. Площта му е 543 km². Населението на острова през 2019 г. възлиза на 417 000 души. На север тесният проток Пакпхра го отделя от континента. В релефа преобладават низините и хълмовете с максимална височина до 516 m. Климатът е субекваториален със средногодишна температура на въздуха 28,1°С и годишна сума на валежите 2319 mm. Зает е от влажни тропични гори. Отглеждат се кокосови палми, каучуково дърво, черен пипер. Разработва се голямо находище на калай. През последните години обширните плажове на острова са целогодишна доходоносна туристическа дестинация. Главен град и административен център на едноименната провинция е град Пхукет, разположен на югоизточното му крайбрежие.